# Relaciones Costa Rica-Estonia
Las relaciones Costa Rica-Estonia se refieren a las relaciones internacionales que existen entre Costa Rica y Estonia.
Las relaciones diplomáticas entre Costa Rica y Estonia se establecieron el 6 de octubre de 1993. Ningún país tiene una embajada residente.